# كسوف الشمس 13 سبتمبر 2080
سيحدث كسوف جزئي للشمس في 13 سبتمبر 2080. يحدث كسوف الشمس عندما يمر القمر بين الأرض والشمس ، وبالتالي يحجب صورة الشمس كليًا أو جزئيًا عن مشاهد على الأرض. يحدث كسوف جزئي للشمس في المناطق القطبية من الأرض عندما يغيب مركز ظل القمر عن الأرض.

## الخسوفات ذات الصلة

### كسوف الشمس 2080-2083
هذا الكسوف هو جزء من سلسلة كسوف الشمس 2080-2083. يتكرر الكسوف في كل 177 يومًا تقريبًا و 4 ساعات في العقد المتناوبة من مدار القمر.
| 121 | مارس 21, 2080 جزئي   | 126 | سبتمبر 13, 2080 جزئي |
| 131 | مارس 10, 2081 حلقي   | 136 | سبتمبر 3, 2081 كلي   |
| 141 | فبراير 27, 2082 حلقي | 146 | أغسطس 24, 2082 كلي   |
| 151 | فبراير 16, 2083 جزئي | 156 | أغسطس 13, 2083 جزئي  |

### ساروس 126
وهي جزء من دورة ساروس 126 وتتكرر كل 18 سنة و 11 يوماً وتحتوي على 72 حدثاً.
- بدأت السلسلة بكسوف جزئي للشمس في ١٠ مارس ١١٧٩.
- تحتوي على كسوف حلقي من ٤ يونيو ١٣٢٣ حتى ٤ أبريل ١٨١٠ ،
- خسوفًا هجينًا من ١٤ أبريل ١٨٢٨ حتى ٦ مايو ١٨٦٤
- خسوفًا كليًا من ١٧ مايو ١٨٨٢ حتى أغسطس 23 ، 2044.
- تنتهي السلسلة في العضو 72 ككسوف جزئي في 3 مايو 2459.

كانت أطول مدة للكسوف المركزي (حلقي أو كلي) 6 دقائق و 30 ثانية من الحلقي في 26 يونيو 1359. أطول مدة للكسوف الكلي كانت دقيقتان و 36 ثانية في 10 يوليو 1972. جميع الكسوف في هذه السلسلة تحدث عند العقدة الهابطة للقمر.
| تحدث أعضاء السلسلة 42-52 بين عامي 1901 و 2100 | تحدث أعضاء السلسلة 42-52 بين عامي 1901 و 2100 | تحدث أعضاء السلسلة 42-52 بين عامي 1901 و 2100 |
| 42                                            | 43                                            | 44                                            |
| --------------------------------------------- | --------------------------------------------- | --------------------------------------------- |
| يونيو 8, 1918 [الإنجليزية]                    | يونيو 19, 1936 [الإنجليزية]                   | يونيو 30, 1954 [الإنجليزية]                   |
| 45                                            | 46                                            | 47                                            |
| يوليو 10, 1972 [الإنجليزية]                   | يوليو 22, 1990 [الإنجليزية]                   | أغسطس 1, 2008                                 |
| 48                                            | 49                                            | 50                                            |
| أغسطس 12, 2026                                | أغسطس 23, 2044                                | سبتمبر 3, 2062                                |
| 51                                            | 52                                            |                                               |
| سبتمبر 13, 2080                               | سبتمبر 25, 2098                               |                                               |

### سلسلة تريتوس
هذا الكسوف هو جزء من دورة تريتوس ، يتكرر عند العقد المتناوبة كل 135 شهرًا متزامنًا (≈ 3986.63 يومًا ، أو 11 عامًا ناقص شهر واحد).[بحاجة لمصدر]
مظهرها وخط طولها غير منتظمين بسبب نقص التزامن مع الشهر غير الطبيعي (فترة الحضيض) ، لكن التجمعات المكونة من 3 دورات تريتوس (33 عامًا ناقص 3 أشهر) تقترب (≈ 434.044 شهرًا غير طبيعي) ، لذا فإن الكسوف متشابه في هذه التجمعات.
| أعضاء السلسلة بين عامي 1901 و 2100            | أعضاء السلسلة بين عامي 1901 و 2100            | أعضاء السلسلة بين عامي 1901 و 2100            | أعضاء السلسلة بين عامي 1901 و 2100 |
| --------------------------------------------- | --------------------------------------------- | --------------------------------------------- | ---------------------------------- |
| </img> </br>6 مارس 1905 </br> (ساروس 138)     | </img> </br> 3 فبراير 1916 </br> (ساروس 139)  | </img> </br> 3 يناير 1927 </br> (ساروس 140)   |                                    |
| </img> </br> 2 ديسمبر 1937 </br> (ساروس 141)  | </img> </br> 1 نوفمبر 1948 </br> (ساروس 142)  | </img> </br> 2 أكتوبر 1959 </br> (ساروس 143)  |                                    |
| </img> </br> 31 أغسطس 1970 </br> (ساروس 144)  | </img> </br> 31 يوليو 1981 </br> (ساروس 145)  | </img> </br> 30 يونيو 1992 </br> (ساروس 146)  |                                    |
| </img> </br> 31 مايو 2003 </br> (ساروس 147)   | </img> </br> 29 أبريل 2014 </br> (ساروس 148)  | </img> </br> 29 مارس 2025 </br> (ساروس 149)   |                                    |
| </img> </br> 27 فبراير 2036 </br> (ساروس 150) | </img> </br> 26 يناير 2047 </br> (ساروس 151)  | </img> </br> 26 ديسمبر 2057 </br> (ساروس 152) |                                    |
| </img> </br> 24 نوفمبر 2068 </br> (ساروس 153) | </img> </br> 24 أكتوبر 2079 </br> (ساروس 154) | </img> </br> 23 سبتمبر 2090 </br> (ساروس 155) |                                    |

### سلسلة ميتونيك
تتكرر السلسلة ميتونيك كل 19 عامًا (6939.69 يومًا) ، وتستمر حوالي 5 دورات. يحدث الكسوف في نفس تاريخ التقويم تقريبًا. بالإضافة إلى ذلك ، تتكرر سلسلة أكتون الفرعية 1/5 من ذلك أو كل 3.8 سنوات (1387.94 يومًا). تحدث جميع الكسوفات في هذا الجدول عند العقدة الصاعدة للقمر.  
| 21 من أحداث الكسوف بين 1 يونيو 2011 و 1 يونيو 2087 | 21 من أحداث الكسوف بين 1 يونيو 2011 و 1 يونيو 2087 | 21 من أحداث الكسوف بين 1 يونيو 2011 و 1 يونيو 2087 | 21 من أحداث الكسوف بين 1 يونيو 2011 و 1 يونيو 2087 | 21 من أحداث الكسوف بين 1 يونيو 2011 و 1 يونيو 2087 |
| مايو 31 – يونيو 1                                  | مارس19–20                                          | يناير 5–6                                          | أكتوبر 24–25                                       | أغسطس 12–13                                        |
| 118                                                | 120                                                | 122                                                | 124                                                | 126                                                |
| -------------------------------------------------- | -------------------------------------------------- | -------------------------------------------------- | -------------------------------------------------- | -------------------------------------------------- |
| يونيو 1, 2011                                      | مارس20, 2015                                       | يناير 6, 2019                                      | أكتوبر 25, 2022                                    | أغسطس 12, 2026                                     |
| 128                                                | 130                                                | 132                                                | 134                                                | 136                                                |
| يونيو 1, 2030                                      | مارس20, 2034                                       | يناير 5, 2038                                      | أكتوبر 25, 2041                                    | أغسطس 12, 2045                                     |
| 138                                                | 140                                                | 142                                                | 144                                                | 146                                                |
| مايو 31, 2049                                      | مارس20, 2053                                       | يناير 5, 2057                                      | أكتوبر 24, 2060                                    | أغسطس 12, 2064                                     |
| 148                                                | 150                                                | 152                                                | 154                                                | 156                                                |
| مايو 31, 2068                                      | مارس19, 2072                                       | يناير 6, 2076                                      | أكتوبر 24, 2079                                    | أغسطس 13, 2083                                     |
| 158                                                | 160                                                | 162                                                | 164                                                | 166                                                |
| يونيو 1, 2087                                      |                                                    |                                                    | أكتوبر 24, 2098                                    |                                                    |

## روابط خارجية
- رسومات ناسا
- خريطة تفاعلية للكسوف من وكالة ناسا
- www.solar-eclipse.de - متوسط التغطية السحابية والمدن على طول مسار الكسوف
- رسومات ناسا